# Retinoscopía
La Retinoscopía, también conocida como Esquiascopía, es una técnica empleada para realizar la medición objetiva del poder refractivo del ojo, mediante la interpretación del movimiento de la luz reflejada en la retina, al ser iluminada con un retinoscopio. 
Permite detectar opacidades y/o irregularidades en los medios refractivos del globo ocular (córnea, humor acuoso, cristalino  y humor vítreo).

## Historia
La retinoscopía se originó cuando William Bowman observó una línea de sombra al examinar un ojo astigmático con un oftalmoscopio. En 1873, el médico militar Cuignet empezó a medir la refracción ocular. En 1886 Edmund Landolt describió el procedimiento para el uso del retinoscopio. En 1926 Copeland patenta el retinoscopio de franja, instrumento usado desde entonces por los optometristas y oftalmólogos.

## Retinoscopio

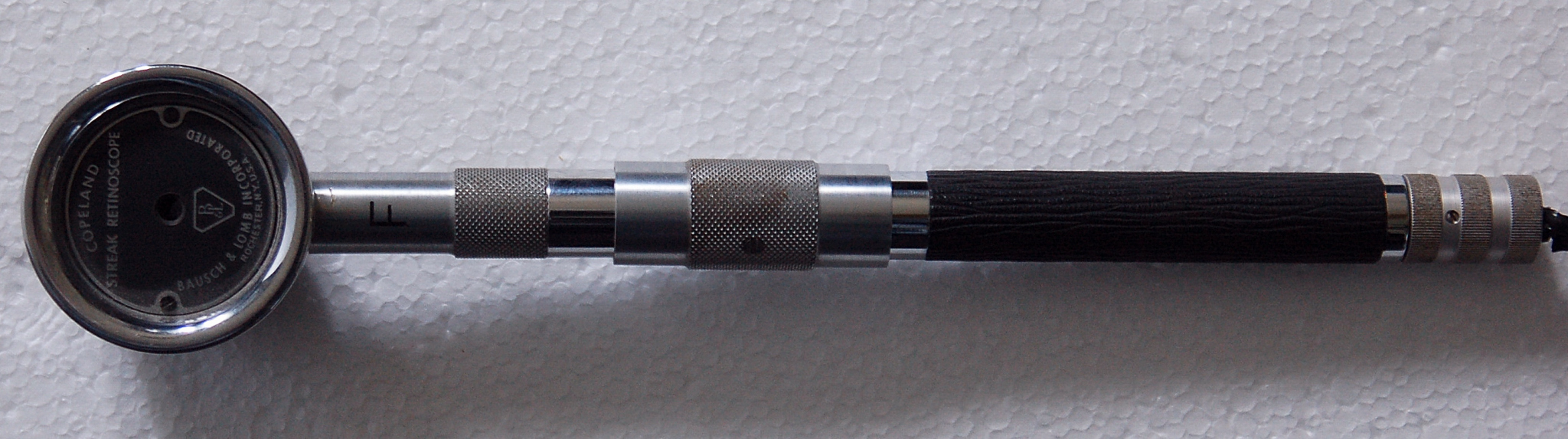
Retinoscopio

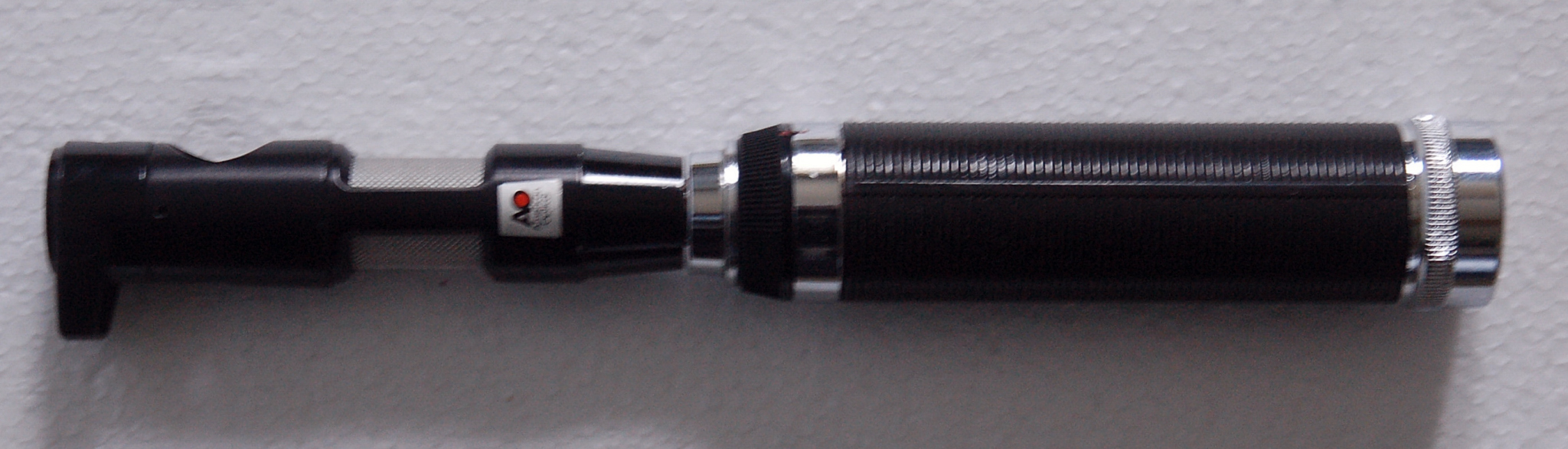
Retinoscopio

El retinoscopio es el instrumento utilizado para determinar el punto focal del ojo del paciente. Cuando el punto focal del retinoscopio y el ojo coinciden, la imagen del retinoscopio aparece como una línea claramente enfocada e inmóvil en la pupila del ojo. Consta de una fuente de luz, una lente, un espejo plano y un espejo cóncavo y un mando de enfoque para  variar la distancia entre la bombilla y la lente.